# Josef Weyand
Josef Weyand (* 16. August 1899 in Nunkirchen; † nach 1955) war ein deutscher Politiker der SPD und der SPS.
Weyand absolvierte die Lehre im Eisenbahnbetrieb, in dem er anschließend auch tätig war. Von 1916 bis 1918 nahm er am Ersten Weltkrieg teil. Danach kehrte er ins Saargebiet zurück und nahm seine Tätigkeit wieder auf, nunmehr im Verwaltungsbereich.
1917 trat Weyand in die USPD ein, 1927 wurde er Referent und Mitglied des Landesverbandes Saar der SPD, von 1934 an gehörte er dem Sozialistischen Schutzbund an. Nach dem Zweiten Weltkrieg wurde er 1945 Gründungsmitglied der SPS und übernahm den Vorsitz des Kreisverbandes. 1947 wurde er in den saarländischen Landtag gewählt, 1952 erfolgte seine Wiederwahl, sodass er dem Parlament bis 1955 angehörte.